# Bodegón con alcachofas, flores y recipientes de vidrio
El Bodegón con flores, alcachofas y recipientes de vidrio, también llamado Bodegón con alcachofas, floreros, cuenco chino con guindas y vaso veneciano, es una obra de Juan van der Hamen, que forma parte de las colecciones del Museo del Prado.  

## Introducción
Juan van der Hamen era español de segunda generación, hijo de una familia de origen flamenco. Su padre emigró de Bruselas a Madrid hacia 1586, ingresando en la guardia real de arqueros, a la que también perteneció su hijo.Van der Hamen fue el principal pintor de bodegones que trabajó en la Corte en las primeras décadas del siglo XVII. Cultivó varios géneros artísticos, siendo la pintura de bodegón la que le ha otorgado la fama. Sus obras están marcadas por un severo orden formal, y una precisa ejecución. Sus bodegones delatan la influencia de Sánchez Cotán, a quien probablemente conoció en Granada —entre 1610 y 1616— cuando su hermano Lorenzo era secretario del arzobispo Pedro González de Mendoza.

## Análisis de la obra

### Datos técnicos y registrales
- Madrid, Museo del Prado, n º. de catálogo: P007907;[3]
- Pintura al óleo sobre lienzo;
- Dimensiones: 81 x 110 cm, según el Museo del Prado (81,5 x 110,5 según William B. Jordan);
- Datación: 1627;
- Firmado y fechado en el ángulo inferior izquierdo: Juº vander Hammen fat./ 1627;
- Inscripción en la parte inferior izquierda: 109, correspondiente al n º. de inventario del.marqués de Leganés.[4]

### Descripción de la obra
Como en otras obras, el `pintor sitúa los elementos en dos niveles de una repisa escalonada, y en otro anaquel más bajo en primer término, ambos de piedra gris y de superficies uniformes. En la repisa inferior aparece una taza de cristal verde que soporta un jarrón —de cristal también verde— de contenida elegancia y de una cierta monumentalidad.
En la repisa superior de la izquierda hay un gran jarrón de cristal con flores, con dos alcachofas y sus hojas. El pintor ha tratado todos los motivos con el mismo esmero, de forma que la belleza de las flores queda realzada por la de las alcachofas, y el conjunto integra los sentidos de la vista, el olfato y el gusto. El artista ha captado con precisión los tallos y las hojas de las flores a través del cristal del jarrón, así como la luz que se filtra por el agua, y los reflejos de la ventana del estudio en la superficie. En el estante superior se representa un plato de porcelana Wanli conteniendo guindas y —a su derecha— una jarra de cristal verde y borde dorado, con tres rosas y algunas ramas. El pintor demuestra en este lienzo su talento y su modus operandi como pintor de flores, preparando cuidadosamente modelos que usaba varias veces en sus obras. La rosa de la izquierda en la repisa superior está basada en la rosa del centro de la cesta que ofrece el muchacho en La ofrenda a Flora, fechado en el mismo año que el presente lienzo.